# Le printemps ne viendra pas pour moi

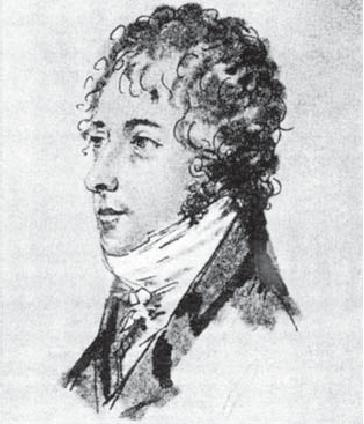
Nikolai Devitte, metteur en musique du poème d'A. Moltchanov

Le printemps ne viendra pas pour moi ou Nie dlia menia pridiot viesna (en russe Не для меня придёт весна) est une romance russe basée sur un poème éponyme écrit par l'officier de marine A. Molchanov (nom complet inconnu) en 1838. Le poème a été mis en musique par le compositeur Nikolai Petrovich Devitte.

## Histoire

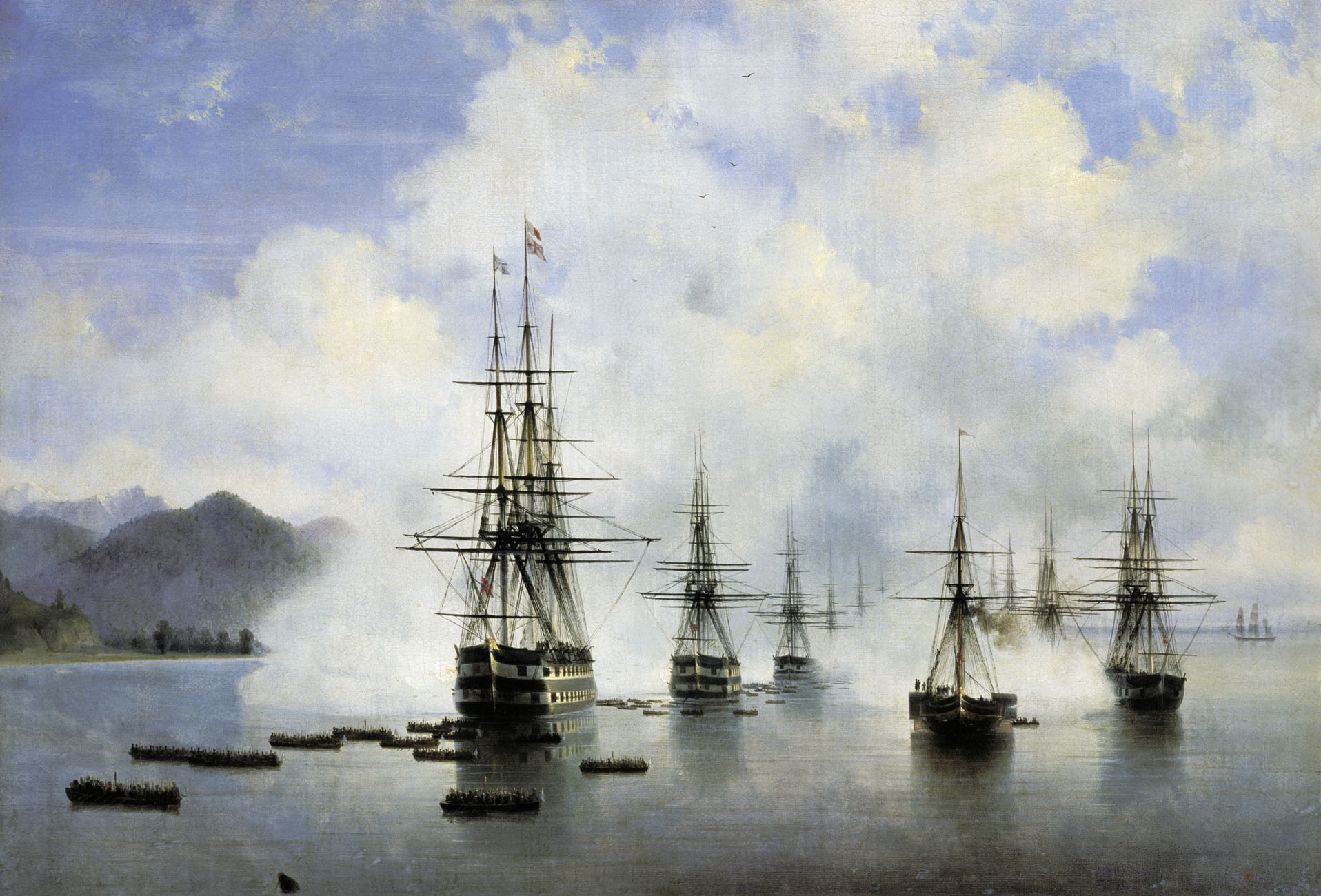
La flotte russe de la Mer noire en 1839 (tableau d'Ivan Aïvazovski).

Le poème a été publié pour la première fois dans la revue « La Bibliothèque pour la lecture » (édition 1838-1839) avec la légende « Sur le navire "Silistria", А. Moltchanov, 1838. ».
A. Molchanov a servi comme officier de débarquement sur le navire de la flotte de la mer Noire « Silistria » et a participé à l'une des deux campagnes de la mer Noire de 1838, l'une établissant la fortification de Velyaminovskoïé à l'embouchure de la rivière Touapsé (le 12 mai 1838 avec l'escadre du vice-amiral Mikhaïl Petrovitch Lazarev) et l'autre établissant la fortification de Tenginskoïé à l'embouchure de la rivière Chapsoukho (le 10 juillet 1838, avec l'escadron du contre-amiral S.P. Khrouchtchev). La célébration de la Pâques prochaine, évoquée par l'auteur dans le poème, pourrait ainsi tomber au printemps 1838.
Le poème est écrit à la mode de l’époque, avec les mots Не для меня (« Pas pour moi… ») répétés dès le premier vers. Dans les poèmes de divers auteurs de la fin des années 1820-1830, on trouve des vers similaires : « Le printemps ne fleurit pas pour moi ! / L'automne est arrivé tôt pour moi », « Ce n'est pas pour moi au printemps / Les fleurs fleurissent dans les champs... », « Ce n'est pas pour moi qu'il fleurit / Ce n'est pas pour moi qu'il brille. »

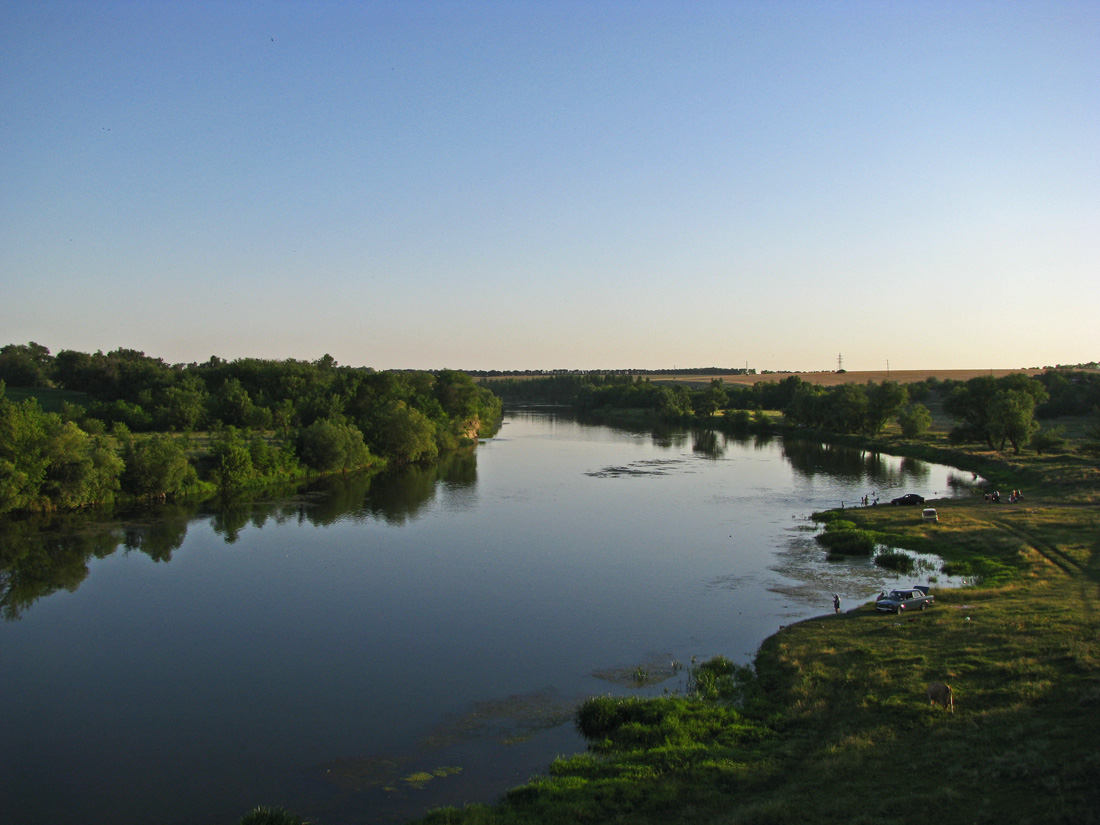
Le Boug, quelque part en Ukraine.

Le texte du poème mentionne le fleuve Boug, qui déborde et se jette dans la mer Noire. Moltchanov appelle les rives du Boug son pays natal, ce qui indique qu'il était originaire ou résident de ces lieux.
Pour l'écrivain Ivan Alekseevich Bounine, cette mention du fleuve Boug est intrigante, car le Boug, contrairement à la Volga, au Dniepr, au Don, à la Neva, n'avait pas sa propre image établie dans la poésie.

## Deuxième vie de la romance

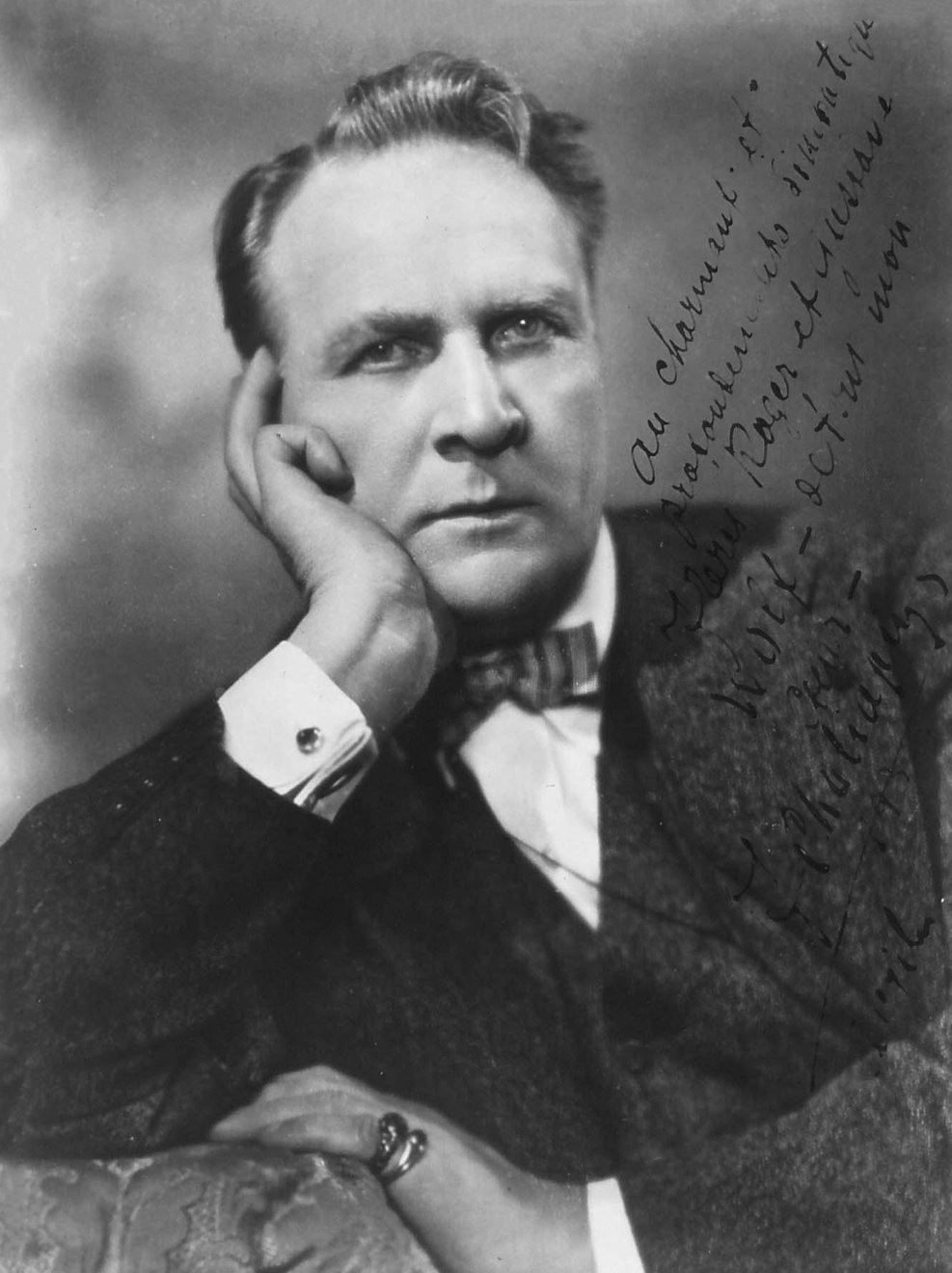
Fiodor Chaliapine.

La romance a été lue dans les années 1840, puis a été presque oubliée.
La deuxième vague de popularité de la romance s’est produite au début du XXe siècle. La romance Devitte-Molchanov faisait partie du répertoire de Fédor Chaliapine dès le début de sa carrière, qui l’interprétait comme une « romance de soldat oublié ». F. Chaliapine indique dans ses mémoires que cette romance était la préférée de Maxime Gorki.
Dans les années 1900-1910, la romance entre dans le répertoire de la chanteuse Anastasia Vyaltseva. Pour cette performance, la musique de Devitte a été arrangée par le pianiste Ya. F. Prigojy, accompagnateur du chœur tsigane du restaurant moscovite « Yar », qui dirigea divers chœurs russes et tsiganes dans les années 1870 et 1880, pour lesquels il créa un certain nombre d'arrangements de chansons et de romances populaires urbaines. Vyaltseva a interprété la romance lors de concerts publics pendant la guerre russo-japonaise. Pour cet arrangement, je. F. Prigojy a arbitrairement modifié les paroles de Moltchanov, supprimant le contenu lyrique de la romance, laissant le contenu civil et changeant le nom de la rivière « Boug » en mot « chanson ».

## Variantes ultérieures
Restant dans une esthétique pré-révolutionnaire, la romance acquiert un nouveau ton « contestataire », nostalgique, pendant la guerre civile. Il existe actuellement deux versions créées, différentes l'une de l'autre et de l'original. Chez les émigrés blancs, la romance a également été interprétée dans une « version anti-bolchevique ».
Dans les années 1930, le compositeur Oscar Strock a utilisé une citation de la romance dans l’un des arrangements de son tango « When Spring Comes Again ». Depuis les années 1930, la romance est de nouveau oubliée, avant de revenir à la mode dans les années 1970. En 1978, sort le film «Cinq soirées», réalisé par Nikita Mikhalkov, basé sur la pièce du même nom d'Alexandre Moiseevich Volodine. Dans le film, cette romance est chantée par Alexandre Ilyine (interprété par Stanislav Lyubshin). Depuis la sortie de ce film, la romance Devitte-Molchanov a progressivement retrouvé sa popularité perdue.

## Regain de popularité dans la «nouvelle» Russie
La première apparition dans l'interprétation moderne de « l'ancien romance cosaque » dans la « nouvelle » Russie a eu lieu en 1998. La chanson a été interprétée sur la scène de l'Association créative de Krasnodar par Evgeny Krasnojen et Alexander Solomkine, solistes-chanteurs de l'ensemble folklorique Rodnik sous la direction de l'Artiste du peuple de Russie Raisa Ilyinichna Goncharova, avec un accompagnement d'instruments de musique électroniques dans un arrangement stylisé de Ramazan Adamovitch Kalakutka et Evgeniy Gennadievitch Krasnojen.
Au début du XXIe siècle, la romance de Devitte-Molchanov figure au répertoire de nombreux interprètes de genres différents, dont le répertoire des chœurs cosaques. Dans ces cas, la noble romance (écrite par un aristocrate d'origine hollandaise et un officier de marine russe) est appelée à tort « chanson folklorique cosaque ». Elle figure notamment dans le film Coup de soleil de N. S. Mikhalkov (2014), où il l'interprète lui-même avec le Chœur académique d'État des cosaques du Kouban sous la direction de Viktor Zakhartchenko.

## Texte original
| Не для меня придёт весна, Не для меня Буг разойдётся, И сердце радостно забьётся В восторге чувств не для меня!         | Le printemps ne viendra pas pour moi, Ce n'est pas pour moi que le Boug débordera, Et le cœur battra joyeusement Les sentiments ravis ne sont pas pour moi !                    |
| Не для меня, красой цветя, Алина встретит в поле лето; Не слышать мне её привета, Она вздохнёт — не для меня!           | Ce n'est pas pour moi, qu'épanouie de beauté, Alina se retrouvera l'été sur la plaine ; Je n'entends pas ses salutations, Elle va soupirer mais pas pour moi !                  |
| Не для меня реки струя Брега родные омывает, Плеск кротких волн других прельщает; Она течёт — не для меня!              | Les rivières ne coulent pas pour moi Les rives familières sont inondées Le clapotis des vagues douces séduit les autres ; Cette eau ne coule pas pour moi !                     |
| Не для меня луна, блестя, Родную рощу осребряет; И соловей, что май встречает, Там будет петь — не для меня!            | La lune qui brille n'est pas pour moi, Le bosquet familier brille d'argent ; Et le rossignol qui salue mai, On chantera là bas, mais pas pour moi !                             |
| Не для меня, в саду растя, Распустит роза цвет прелестный; Погибнет труд мой безызвестный: Цветок сорвут – не для меня! | Pas pour moi, qui pousse dans le jardin, La rose fleurira d’une jolie couleur ; Mon œuvre inconnue périra : La fleur sera cueillie - pas pour moi !                             |
| Не для меня дни бытия Текут алмазными струями, И дева с чёрными очами Живёт, увы! не для меня!                          | Les jours ne sont pas pour moi Qui coulent comme des ruisseaux de diamants Et la jeune fille aux yeux noirs Elle ne vit, hélas ! pas pour moi !                                 |
| Не для меня весной родня В кругу домашнем соберётся, Христос воскрес! — из уст польётся В день Пасхи там — не для меня! | Les proches ne sont pas pour moi au printemps Qui se réuniront dans le cercle familial, Le Christ est ressuscité ! - diront des lèvres Le jour de Pâques ne sera pas pour moi ! |
| Не для меня придёт весна! Я поплыву к брегам абхазским, Сражусь с народом закавказским… Там пуля ждёт давно меня!       | Le printemps ne viendra pas pour moi ! Je naviguerai vers les côtes de l'Abkhazie, Je me battrai avec le peuple transcaucasien... Là, une balle m'attend depuis longtemps !     |